# Tissot Arena
Tissot Arena – kompleks sportowy w Biel/Bienne, w Szwajcarii. Kompleks składa się z połączonych ze sobą: hali do curlingu, krytego lodowiska i stadionu piłkarskiego. Całość stanowi zwartą bryłę architektoniczną w kształcie podłużnego prostokąta. Obiekt został wybudowany w latach 2012–2015. Głównymi użytkownikami areny są: klub piłkarski FC Biel-Bienne oraz klub hokejowy EHC Biel.

## Stadion piłkarski
Stadion piłkarski wchodzący w skład kompleksu może pomieścić 5200 widzów. Na obiekcie swoje spotkania rozgrywają piłkarze klubu FC Biel-Bienne, którzy przed otwarciem nowej areny występowali na stadionie Gurzelen. Ponadto 10 października 2017 roku na stadionie odbył się towarzyski mecz międzypaństwowy Korea Południowa – Maroko (1:3), grywały tutaj również reprezentacje kobiece i młodzieżowe. Stadion był także areną spotkań finałowych kobiecego Pucharu Szwajcarii oraz jedną z aren kobiecych Mistrzostw Europy U-19 w 2018 roku.

## Kryte lodowisko
Głównym użytkownikiem lodowiska są hokeiści klubu EHC Biel, którzy przenieśli się tutaj z Eisstadion Biel. Na obiekcie występowała również hokejowa reprezentacja Szwajcarii. Hala może pomieścić 6500 widzów. Chociaż arena wykorzystywana jest głównie jako lodowisko do hokeja, może gościć również inne imprezy sportowe, np. 4 maja 2017 roku reprezentacja piłkarzy ręcznych Szwajcarii przegrała tutaj 25:27 z Portugalią w spotkaniu el. do ME 2018, a 27 kwietnia 2019 roku na obiekcie odbyły się spotkania finałowe Pucharu Szwajcarii w koszykówce (zarówno mężczyzn, jak i kobiet).